# 武則天 -The Empress-
『武則天 -The Empress-』（ぶそくてん ジ・エンプレス、簡体字中国語: 武媚娘传奇）は、2015年の中国のテレビドラマ。総製作費56億円。

## 概要
中国統一王朝では唯一の女帝で、中国三大悪女の一人とも言われる武則天の生涯を描いた中国歴史ドラマ。
主演の范冰冰は、本作で中国版エミー賞こと国劇盛典の最優秀女優賞とパーソン・オブ・ザ・イヤーを受賞している。
日本語字幕翻訳は鳥居怜子ら。字幕翻訳をY2CWORKSが取りまとめている。

## あらすじ
第2代皇帝・李世民(り せいみん)が治めた唐の時代。その後宮に美しく天真爛漫な少女・武如意(ぶ にょい)が入宮する。

## 主題歌
- 千秋（オープニング）[2]

作詞：陳曦、作曲：董冬冬、歌：孫楠
- 無字碑（エンディング）[3]

作詞：方文山、作曲：アーリフ・リー、歌：ジェーン・チャン
- 敢為天下先（挿入歌）[5]

作詞：陳曦、作曲：董冬冬、歌：ジェーン・チャン

## 登場人物・出演者

### 主な人物
| 役名         | 演                                   | 紹介 | 備考/居所 | 声     |
| 武媚娘(如意) | 范冰冰 (ファン・ビンビン)            | 太宗の才人→房府侍女→感業寺の尼僧→高宗の太妃→高宗の昭儀→高宗の皇后(天后)→皇太后→武周皇帝→太上皇→則天大聖天后(追諡) 韓国夫人の妹。賀蘭敏月の叔母。代王・李弘、安定公主、潞王・李賢、中宗・李顕、睿宗・李旦の母。 原名・武如意。後に太宗・李世民から媚娘の名を賜る。 天真爛漫かつ物怖じしない性格。14歳で太宗の後宮に入り、徐慧と親しくなる。さらに蘭陵王の舞をきっかけに太宗の寵愛を受け、韋貴妃や蕭薔に敵視されるようになる。ある濡れ衣から掖幽庭に入れられた際には、太宗の幼い皇子・雉奴(後の高宗・李治)と出会い慕われるようになる。 『女帝武氏』の予言により逆風にさらされる。一度は太宗の計らいで後宮を出されるが、後に自らの意思で太宗の元へ戻った。徐慧との決裂後は高陽公主と親しくなる。 太宗崩御後は他の側室たちと共に感業寺で出家し、明空の法号を名乗って感業寺で修業する。妊娠が発覚したために先帝に仕えた太妃の身分で再び後宮に戻るが、何者かの策略で流産。復讐のため宮中に留まることを決意して、高宗の昭儀となった。その後高宗との間に安定公主を産む。 王皇后の廃后後に立后し、後宮の長となる。高宗崩御後、息子の李顕から殉葬を迫られるが一蹴し、彼の即位後は皇太后として朝政を補佐すると宣言した。 | 才人宮 (武才人) ↓ 清寧宮 (武才人) ↓ 感業寺 (明空) ↓ 竹林雅軒 (武太妃) ↓ 蓬萊殿 (武昭儀) ↓ 立政殿 (武皇后、天后) ↓ 集仙殿 (周朝皇帝) ↓ 上陽宮 (太上皇) | 劉校妤 |
| 李世民       | 張豊毅 (チャン・フォンイー)          | 唐二代・太宗→文武大聖大広孝皇帝（追諡） 亡き最愛の妻・長孫皇后を偲んでいたとき、彼女が得意としていた蘭陵王の舞を舞う如意と出会う。如意を寵愛し媚娘の名を与えるが、朝臣たちが『女帝武氏』の予言に動揺したため彼女を高位に封じることができず、身代わりとするように徐慧を多く召し賢妃に封じた。媚娘と李牧との絆に気付き、媚娘を李牧に託して後宮から出す。 | 太極殿/甘露殿 | 楊黙   |
| 李治         | 李治廷 (アーリフ・リー) 幼少：陳柯帆 | 晋王→皇太子→唐三代・高宗(天皇)→ 天皇大帝(追諡) 太宗の三男。母は長孫皇后。雉奴と呼ばれる。 幼いころに出会った如意を『武ねえさん(武姐姐)』と呼び、一途に慕う。 兄弟で争うことを嫌い初めは太子位に興味を示さなかったが、媚娘を守れる力を欲して、太子位を望むようになる。立太子後は父帝の命で王玉燕を正室とするが、媚娘への想いは変わらなかった。即位後ある事件がきっかけで、この王皇后と側室・蕭淑妃を廃し処刑する。 | 太極殿/甘露殿 | 姜広涛 |
| 徐慧         | 張鈞甯 (チャン・チュンニン)          | 太宗の才人→太宗の婕妤→太宗の充容→太宗の賢妃 如意と同日に太宗の後宮へ入り、彼女の一番の親友となる。穏やかで控えめな性格。王羲之の書と太宗の詩を愛し、碁に秀でる。魏王・李泰にそそのかされ、後に媚娘と決裂。 | 史実では太宗の充容。死後に賢妃位を追贈された。 | 李世栄 |
| 徐慧         | 張鈞甯 (チャン・チュンニン)          | 太宗の才人→太宗の婕妤→太宗の充容→太宗の賢妃 如意と同日に太宗の後宮へ入り、彼女の一番の親友となる。穏やかで控えめな性格。王羲之の書と太宗の詩を愛し、碁に秀でる。魏王・李泰にそそのかされ、後に媚娘と決裂。 | 才人宮 (徐才人) ↓ 清寧宮 (徐婕妤、徐充容) ↓ 錦楽宮 (徐賢妃)                                                                                           | 李世栄 |

### 唐の後宮制度
皇帝正室：皇后
正一品：四夫人（貴妃、淑妃、徳妃、賢妃） 各1名
正二品：九嬪（昭儀、昭容、昭媛、修儀、修容、修媛、充儀、充容、充媛） 各1名
正三品：婕妤 9名
正四品：美人 9名
正五品：才人 9名
正六品：宝林 27名
正七品：御女 27名
正八品：采女 27名

### 太宗の後宮
| 役名     | 演                        | 紹介 | 備考/居所 | 声     |
| 長孫皇后 | 張定涵                    | 皇后→文徳皇后(追諡) 李承乾、魏王・李泰、高宗・李治の母。長孫無忌の妹。 太宗最愛の妻。如意が入内する前年に崩御している。蘭陵王の舞を得意とした。 | | 楊婧   |
| 鄭婉言   | 張定涵                    | 才人→婕妤 鄭仁曦の娘。殷徳妃の姪。 如意、徐慧と同じ日に入内。長孫皇后と瓜二つで、幼いころからその挙措を真似るよう教育された。鏡を嫌う。 | 架空の人物 | 楊婧   |
| 韋貴妃   | 張庭 (チャン・ティン)     | 韋源承の姪。 長孫皇后崩御後の後宮の長。流産を重ねて他の妃の妊娠を妬むようになり、様々な奸計をめぐらせる。楊淑妃と敵対しており、如意を敵視する。 魏王・李泰と親密。 | 史実の貴妃・韋珪は、李珉とのあいだに定襄県主を、太宗との間に臨川公主と紀王・李慎を産んでおり、太宗崩御後は紀国太妃に封じられた。今作の韋貴妃は、韋珪と昭容韋氏の二人をモデルにしたと考えられる。 | 金雁   |
| 韋貴妃   | 張庭 (チャン・ティン)     | 韋源承の姪。 長孫皇后崩御後の後宮の長。流産を重ねて他の妃の妊娠を妬むようになり、様々な奸計をめぐらせる。楊淑妃と敵対しており、如意を敵視する。 魏王・李泰と親密。 | 乾祥宮 | 金雁   |
| 楊淑妃   | 周海媚 (キャシー・チャウ) | 隋二代・楊広(煬帝)の娘。元は斉王・李元吉(太宗の弟)の妻。呉王・李恪の母。 韋貴妃と敵対しており、入内したばかりの如意に目をかける。後に李牧が宮中に入るのを助けた。絵画に長ける。                                                                                       | 楊氏が淑妃位にあるのはフィクション。今作の楊淑妃は、太宗の妃・楊氏と、巣王妃楊氏の二人をモデルにしたと考えられる。                                                                               | 馬海燕 |
| 楊淑妃   | 周海媚 (キャシー・チャウ) | 隋二代・楊広(煬帝)の娘。元は斉王・李元吉(太宗の弟)の妻。呉王・李恪の母。 韋貴妃と敵対しており、入内したばかりの如意に目をかける。後に李牧が宮中に入るのを助けた。絵画に長ける。                                                                                       | 賢霊宮 | 馬海燕 |
| 殷徳妃   | 張彤 (チャン・トン)       | 隋の将軍殷世師の娘で、一族が李家に殺されている。殷宏智の妹。斉王・李祐の母。 仏心篤く控えめな性格。息子と長く会えず恋しがっており、そこを韋貴妃につけこまれる。隋朝の者を殺さないでいる太宗に恩義を感じており、兄が復讐のため息子をそそのかすことを良く思っていない。 | 殷氏が徳妃位にあるのはフィクション。 | 張凱   |
| 殷徳妃   | 張彤 (チャン・トン)       | 隋の将軍殷世師の娘で、一族が李家に殺されている。殷宏智の妹。斉王・李祐の母。 仏心篤く控えめな性格。息子と長く会えず恋しがっており、そこを韋貴妃につけこまれる。隋朝の者を殺さないでいる太宗に恩義を感じており、兄が復讐のため息子をそそのかすことを良く思っていない。 | 晨夕宮 | 張凱   |
| 劉賢妃   | 聶玫                      | 韋貴妃に逆らえない。1話の段階では妊娠している。 | 架空の人物 | 閻萌萌 |
| 劉賢妃   | 聶玫                      | 韋貴妃に逆らえない。1話の段階では妊娠している。 | 錦楽宮 | 閻萌萌 |
| 蕭薔     | 孫佳奇                    | 才人→婕妤 蕭易権の娘。韋貴妃の姪。 如意、徐慧、婉言を敵視する。 | 架空の人物。太宗の後宮には蕭美人と蕭才人がいたが、どちらも蕭易権の娘ではない。 | 喬詩語 |
| 馮才人   | 張渓庭                    | 蕭薔の取り巻き。如意、徐慧、蕭薔と同日に入内。 | 架空の人物 | 張喆   |
| 陳美人   | 劉芷汐                    | 蕭薔の取り巻き。如意、徐慧、蕭薔と同日に入内。 | 架空の人物 | 白雪岑 |

### 高宗の後宮
| 役名     | 演     | 紹介 | 備考/居所                  | 声     |
| 王玉燕   | 施詩   | 太子妃→皇后 高宗の正室。羅山令・王仁佑の娘。 長孫無忌の支持を受け、李治の立太子後に彼の正室となる。寵愛される蕭淑妃に対抗するため、太妃として後宮に戻った媚娘に接近する。媚娘が高宗の寵愛を受けるようになると、蕭淑妃と手を組む。劉氏の子・李忠を養子とする。 | "玉燕"の名はフィクション。 | 邱秋   |
| 王玉燕   | 施詩   | 太子妃→皇后 高宗の正室。羅山令・王仁佑の娘。 長孫無忌の支持を受け、李治の立太子後に彼の正室となる。寵愛される蕭淑妃に対抗するため、太妃として後宮に戻った媚娘に接近する。媚娘が高宗の寵愛を受けるようになると、蕭淑妃と手を組む。劉氏の子・李忠を養子とする。 | 立政殿                     | 邱秋   |
| 蕭淑妃   | 張馨予 | 良娣→淑妃 高宗の妃。義陽公主、雍王・李素節、宣城公主の母。 媚娘に似ているとして高宗に寵愛され、即位に伴い淑妃に封じられる。王皇后と媚娘とはそれぞれ緊張関係にある。                                                                                           | 賢霊宮                     | 閻萌萌 |
| 賀蘭敏月 | 馬思純 | 魏国夫人 韓国夫人と賀蘭越石の娘。媚娘の姪。母の死後、媚娘の引き立てで後宮に入り、後に高宗の寵愛を受ける。母の死は媚娘のせいだとして、彼女を恨んでいる。 | "敏月"の名はフィクション。 | 唐小喜 |
| 賀蘭敏月 | 馬思純 | 魏国夫人 韓国夫人と賀蘭越石の娘。媚娘の姪。母の死後、媚娘の引き立てで後宮に入り、後に高宗の寵愛を受ける。母の死は媚娘のせいだとして、彼女を恨んでいる。 | 合璧宮                     | 唐小喜 |
| 劉氏     | 崔冰   | 劉容杰の娘。李忠の生母。 |                            | 白雪岑 |

### 唐皇室
| 役名     | 演                      | 紹介 | 備考                                                                                       | 声       |
| 李承乾   | 李李仁 (リー・リーレン) | 太宗の皇太子 長孫皇后の息子。李泰、李治の同母兄。 李泰と敵対している。側近の称心と親密。                                                                                                |                                                                                            | 張震     |
| 蘇玫     | 李悦渓                  | 太宗の皇太子妃 承亁の正室。称心に嫉妬する。 | "玫"の名はフィクション。                                                                   | 陳倩     |
| 李恪     | 李解 (リー・ジエ)       | 呉王 楊淑妃の息子。 軍事に長ける。周りの人間から、弟の李泰や李治と太子位を争うようそそのかされるが、母から隋朝皇室の血を引くため、本人に野心はない。媚娘と親しくなる。                  |                                                                                            | 鄭希     |
| 李泰     | 任山 少年期:崔璨        | 魏王 長孫皇后の息子。李承乾の同母弟、李治の同母兄。青雀と呼ばれる。 太子位を狙い、李承乾と敵対している。韋貴妃と親密。徐慧をそそのかし媚娘への嫉妬をあおる。                            |                                                                                            | 宝木中陽 |
| 高陽公主 | 米露 少女期:李景児      | 太宗の娘。房遺愛の妻。 媚娘と親しくなる。嫁ぐ前から弁機とは相愛の仲で、嫁いだ後も密会を繰り返す。弁機を処刑した父帝と長孫無忌を恨む。                                                   |                                                                                            | 徐佳琦   |
| 李祐     | 薛詠煜                  | 斉王 殷徳妃の息子。殷弘智の甥。 長く長安を離れている。 |                                                                                            | 蘇尚卿   |
| 李忠     | 張軒銘 少年期:陳浄縁    | 陳王→皇太子 高宗と劉氏の息子。 母の身分が低いため、弟の素節に侮られている。後に王皇后の養子となり、嫡長子の身分になる。このときのいきさつから、王皇后と媚娘に屈折した感情を持っている。 |                                                                                            |          |
| 義陽公主 | 白茹                    | 高宗と蕭淑妃の娘。 | 史実では李弘より年長。                                                                     |          |
| 李素節   | 崔璨                    | 雍王 高宗と蕭淑妃の息子。 異母兄の李忠を侮っている。 |                                                                                            | 唐小喜   |
| 李弘     | 康福震                  | 代王 高宗と媚娘の息子。媚娘の長男。 その誕生を喜んだ父帝から、生後すぐに代王に封じられる。                                                                                              |                                                                                            |          |
| 裴氏     | 劉鈺瑾                  | 李弘の正室。 |                                                                                            |          |
| 李賢     | 王文傑                  | 潞王 高宗と媚娘の息子。媚娘の次男。 太子位を狙う。 |                                                                                            | 路知行   |
| 李顕     | 寧文彤 童年:藍天        | 英王→唐中宗 高宗と媚娘の息子。媚娘の三男。 父帝の遺詔を偽造して母を殉葬させようとするが失敗し、皇太后となった媚娘の傀儡皇帝とさせられる。                                               |                                                                                            |          |
| 韋氏     | 席与立                  | 李顕の正室。 |                                                                                            | 張艾     |
| 李旦     | 徐楊                    | 相王 高宗と媚娘の息子。媚娘の四男。 |                                                                                            |          |
| 嗣児     |                         | 媚娘の曾孫。 最終話のみ登場。 | 年頃と輩号から、李旦の三男李隆基の長男李嗣直か、李旦の長男李憲の長男李嗣恭の可能性が高い。 |          |

### 唐の朝廷
| 役名     | 演                        | 紹介 | 備考                           | 声     |
| 長孫無忌 | 王絵春 (ワン・フイチュン) | 太宗と高宗の宰相 長孫皇后の兄。 国の繁栄と平安を重んじる唐の忠臣。『女帝武氏』の予言を危惧し、媚娘を排除しようとする。関隴集団の長だが、やがて関隴集団こそが唐を硬直化させていると気づき、自らの策で潰した。媚娘の資質は買っており、後に和解。『生涯で、尊敬し酒を酌み交わしたいと思えた女子は、妹と武媚娘だけ』と語った。 |                                | 范哲琛 |
| 長孫沖   | 王千航                    | 長孫無忌の息子。 |                                | 趙震   |
| 房玄齢   | 劉小渓                    | 司空 長孫無忌と共に媚娘の排除を訴える。後に高陽公主の侍女として房家に来た媚娘と接し、彼女への見方を変えるようになる。 |                                | 趙述仁 |
| 房遺愛   | 朱暁輝                    | 房玄齢の息子。高陽公主の夫。 妻に惚れ込んでおり、彼女の言うなりになる。 |                                | 盧毅超 |
| 魏徴     | 李光復                    | 司空 李承乾の師。死を恐れず太宗に諫言もする。 |                                | 商虹   |
| 褚遂良   | 李燕生                    | 中書令 |                                | 宣暁鳴 |
| 李淳風   | 王泊文                    | 星読み、数学者 彼の弟子が出した『唐の世は三代で亡び、女帝武氏が取って代わる』という予言が、朝廷を動揺させ媚娘を脅かす。海鮮を摂取するとアレルギー様の症状が出る体質。 |                                | 厳明   |
| 韋源承   | 趙雍                      | 兵部尚書 韋貴妃の伯父。 魏王・李泰と手を組み、李承乾との争いに関わっていく。侯君集と敵対する。 | モデルは韋貴妃の伯父の韋匡伯。 |        |
| 侯君集   | 王建国                    | 将軍→交河道行軍大総管→吏部尚書 太宗から宮中での騎乗と甲冑の着用を許された大将軍。韋源承と敵対し、李承乾と魏王・李泰の争いに関わっていく。 |                                |        |
| 紇干承基 | 姚金飛                    | 侯君集の部下。 |                                |        |
| 殷宏智   | 于同雲                    | 殷徳妃の兄。 殷氏一族の大半は唐が建国される際に殺されているので、太宗を恨んでいる。 |                                | 白馬   |
| 鄭仁曦   | 関景利                    | 中枢侍郎 鄭婉言の父。 |                                | 茅菁   |
| 李牧     | 李晨 (リー・チェン)       | 将軍 媚娘の幼馴染。李孝常の乱に連座して流刑の身だった。楊淑妃の手引きで、掖幽庭に入れられた媚娘を助ける。このときに二人の絆を察した太宗から媚娘を託され、宮中から連れ出すことになる。 |                                | 辺江   |
| 李義府   | 余皚磊                    | 寒門出身。高官へゴマをするときの愛想笑いが猫に似ているとされ、『李猫』と呼ばれている。出世欲が強く、媚娘に接近する。 |                                | 張杰   |
| 許敬宗   | 劉子赫                    | 左丞相 寒門出身。高宗の腹心。他の寒門出身の役人たちと共に、媚娘と高宗を支える。 | 史実では媚娘より32歳年長。     | 張磊   |
| 李勣     | 孫寧                      | 将軍 原名・徐世勣。字は懋功。その軍功から李姓を下賜された。太宗の諱(世民)をはばかって名を勣に変えている。媚娘の指示で、ある謀反を収めるために軍を動かす。 |                                | 張遥函 |
| 王仁祐   | 孫剛                      | 羅山令、魏国公 王皇后の父。 |                                |        |
| 郭瑜     | 聶雅亮                    | 媚娘の宰相 裴氏の叔父。 李弘の師。関隴集団の出身だが、寒門出身の李義府や許敬宗とも親しい。 |                                | 趙述仁 |
| 明崇儼   | 李亜天                    | 高宗の病（中風）を治療する道士。王皇后に引き立てられる。 |                                | 厳明   |
| 狄仁傑   | 徐傑                      | 大理寺丞 |                                |        |
| 張柬之   | 巍子                      | 媚娘の宰相 狄仁傑が推挙した大臣。李顕に媚娘への謀反を起こさせる。 |                                | 呉凌雲 |
| 裴炎     | 鄭暁鍾                    | 中書令 李顕の師。 |                                |        |
| 張易之   | 李子峰                    | 媚娘の男妾。張昌宗の兄。 |                                |        |
| 張昌宗   | 周凱文                    | 媚娘の男妾。張易之の弟。 |                                |        |

### その他
- 王徳（中国語版）：沈保平(シェン・バオピン)

太宗づきの宦官。
- 瑞安 :高远

媚娘づきの宦官。彼女を敬慕し、その即位までを見届ける。元は徐慧づきの宦官。文娘に想いを寄せる。
- 文娘：王亜楠（中国語版）

徐慧の侍女。
- 春盈：王真児（中国語版）

韋貴妃の侍女。
- 楊青玄：陳思斯

楊淑妃の侍女。
- 劉蘭萱：涂黎曼（中国語版）

殷徳妃の侍女。
- 称心：何欣

李承乾の腹心。
- 薛万徹：李東恒

呉王・李恪の腹心。
- 柴令武（中国語版）：郭振佳

呉王・李恪の腹心。
- 杜楚客（中国語版）：白一泓

魏王・李泰の従者。
- 上官儀：姚彦林

唐の大臣で李忠の腹心。のちに武則天の側近となる上官婉児の祖父。
- 韓瑗（中国語版）：劉義

唐の大臣で李忠の腹心。
- 来済（中国語版）：蔡綱

唐の大臣で李忠の腹心。
- 趙道生：樊璟澄

李賢の側近。
- 韋玄貞

李顕太子妃・韋氏の父親。
- 彭婆（中国語版）：王麗媛

李世民の乳母。
- 弁機（中国語版）：秦啓東

高陽公主の情夫の僧侶。
- 物部天守：松島庄汰

東瀛一の棋士。

## 放送リスト
| 第1話 | 初めての後宮         | 2020年12月04日放送 | 年 月 日 |
| --- | -------------------- | ------------------ | -------- |
| 時は武周王朝。宰相の張柬之は武則天を退位させるべく、皇太子・李顕を促し、武則天の寝宮へ配下と共に押し寄せる。武則天は、張柬之たちの謀議を受け、皇太子へ譲位することに同意する。 もはや一介の老婆となった武則天は、かつて愛した2人の男性を懐かしみ、入宮したばかりの頃を思い出す。 貞観11年、14歳の武如意（武則天）は、時の皇帝 太宗より正五品 才人の位を与えられ、大勢の若き妃嬪と共に後宮に召し入れられる。                            |                      |                    |          |
| 第2話 | 劉賢妃 死す          | 2020年12月05日放送 | 年 月 日 |
| 劉賢妃が階段から落ちて流産する。これまで韋貴妃の手先として、言われるままに悪事を働いてきた劉賢妃は、ついに反旗を翻した。だが結局、自害に追い込まれる。 一方、武如意たち才人は、「蘭陵王」の舞を習得すべく、稽古に励んでいた。韋貴妃の根回しもあり、最終的に蘭陵王に選ばれた蕭薔は、李世民との夜伽を許される。 だが一晩中、待たされた挙句、風邪を引いてしまった。皇帝の前で蘭陵王を演じる役目は、武如意のものとなる。                   |                      |                    |          |
| 第3話 | 蘭陵王の仮面         | 2020年12月08日放送 | 年 月 日 |
| 武如意は忍び込んだ承慶殿で美しい仮面を見つける。その仮面を着けて「蘭陵王」を舞っていると李世民が現れ武如意の手を取り踊り始める。 だが、相手が陛下とは知らない武如意は仮面をつけたままその場を後にしてしまう。翌日、文徳皇后の宝が紛失しているとの知らせを受けた李世民は、盗んだ者は死罪にせよとの勅命を出す。 武如意が持ち去った仮面がそれだったのだ。武如意は仮面を宝箱に入れて保管していたが、ある日、紛失に気づき...。              |                      |                    |          |
| 第4話 | 無謀な発言           | 2020年12月09日放送 | 年 月 日 |
| 文徳皇后の仮面を承慶殿から持ち出した武如意は、陛下にその罪を問われる。窮地に陥った武如意は、韋貴妃から挽回の機会を与えられるも"文徳皇后を哀れむ"と発言したため、牢に留置される。 しばらく経つと武如意は甘露殿に召され、皇后を哀れんだ理由を陛下から尋ねられる。 一方、武如意が陛下に召されたという噂は、瞬く間に宮中に広まる。一族のため、なんとしても蕭薔を推挙せねばならない韋貴妃は、宮女を通じ陛下の側近に賂を渡す。               |                      |                    |          |
| 第5話 | 亡き皇后に瓜二つの娘 | 2020年12月10日放送 | 年 月 日 |
| 武如意と徐慧は、新入りの鄭婉言と親しくなる。亡き文徳皇后に瓜二つの鄭婉言は、すぐに夜伽の相手に選ばれた。だが李世民は鄭婉言に触れようとせず、かえって承慶殿の武如意に安らぎを求める。 彼は言動まで皇后に似ている鄭婉言に不信感を抱いていたのだ。李世民と武如意が絆を深める一方で、鄭婉言は寵愛を得られずに焦りを募らせる。 殷徳妃や韋貴妃は、この機に乗じて、鄭婉言と武如意の仲を引き裂こうと画策していた。                             |                      |                    |          |
| 第6話 | 捕らわれの身         | 2020年12月11日放送 | 年 月 日 |
| 文徳皇后に生き写しの鄭婉言は、ある陰謀の下に送り込まれていた。鄭婉言は計画の遂行に邪魔な武如意を殺そうと画策するが失敗し、逆に命を落としてしまう。 鄭婉言殺しの罪を着せられた武如意は、無実を訴えるも捕らえられ、韋貴妃らによる執拗な拷問を受ける。徐慧は親友の武如意を救うため楊淑妃に助力を乞い、嘆願を聞き入れた楊淑妃は韋貴妃の元へ。 一方、武如意は自分の生死に無関心な陛下の言動に、深く傷つくのだった。                         |                      |                    |          |
| 第7話 | 謎の刺客             | 2020年12月12日放送 | 年 月 日 |
| 韋貴妃の尋問から放免された武如意は、承慶殿で刺客に襲われる。かろうじて一命を取り留めて逃げる途中、陛下と出くわし気絶する。 陛下は武如意を襲った刺客が鄭婉言の死に関与していると考え、大理寺に捜査を命じる。一方、鄭婉言は酒器に仕込まれた猛毒によって絶命したと判明する。 だが、その酒器は鄭婉言の持ち物だったため、陛下は武如意を毒殺しようとした鄭婉言が何者かに抹殺されたと推察し、武如意に心当たりを尋ねるのだが...。              |                      |                    |          |
| 第8話 | 皇太子妃の悩み       | 2020年12月15日放送 | 年 月 日 |
| 皇太子妃は、自分に心を許さない夫のことで悩んでいた。努力しても溝は広がる一方で、皇太子妃は頭をかかえる。武如意は鄭婉言が死んだ責めを負わされ掖庭に送られる。 掖庭は韋貴妃の配下である羅玉珊に牛耳られていた。さっそく襲われる武如意だったが、間一髪のところを彭婆に救われる。文徳皇后を知る彭婆は何者なのか、武如意はいぶかしむのだった。 同じ頃、徐慧は婕妤に冊封される。だがこの快挙を、よく思わない者がいて...。                    |                      |                    |          |
| 第9話 | 主の裏切り           | 2020年12月16日放送 | 年 月 日 |
| 掖庭にいる武如意は徐慧と再会を果たし、義姉妹の誓いを交わす。そこへ彭婆が通りがかり武如意に掖庭の外の者への情は断てと告げ、身の上話を始めるのだった。 そんなある日のこと、掖庭の獄に入れられていた羅玉珊のかつての恋人鄭子章が死ぬ。 羅玉珊は鄭子章に捨てられたと思い込んでいたが、実は彼から送られた文には羅玉珊と生きる決意が記されていたのだ。その事実を武如意から聞かされた羅玉珊はある行動に出るのだった。                         |                      |                    |          |
| 第10話 | 陛下の償い           | 2020年12月17日放送 | 年 月 日 |
| 彭婆と親しくなった武如意は、彭婆から文の代筆を頼まれる。その手紙と贈り物の木箱を掖庭の東南門へ届けに行くと、そこに陛下が現れる。 彭婆はその昔、李家の乳母だったが、後継者争いの末に兄や弟を殺し、自分を掖庭に幽閉した陛下を許せずにいた。 一方、陛下は再度乳母から"恵児"と呼ばれたいという願望があり、わだかまりを解こうと面会を申し出ていたものの、ずっと拒否されていた。これを知った武如意は、あることを思いつく。                   |                      |                    |          |
| 第11話 | 韋貴妃の誤算         | 2020年12月18日放送 | 年 月 日 |
| 大朝会を目前に控え、後宮ではこれまで通り、韋貴妃が中心となって琉璃宴の準備を進める。同じ頃、韋源承は姪の韋貴妃を皇后に据えようと画策していた。 だが李世民は明確な決定を下さないどころか、琉璃宴を楊淑妃に任せると宣言する。この宣言は朝廷全体に衝撃を与えた。不遇の身に不満を持ち、酒色にふけっていた皇太子も、 自分の将来を案じ始める。一方、武如意は大朝会にちなむ恩赦で、ついに掖庭から解放され才人に返り咲く。                     |                      |                    |          |
| 第12話 | それぞれの決断       | 2020年12月19日放送 | 年 月 日 |
| 羅玉珊の死により韋貴妃への恨みを募らせた武如意は、楊淑妃側につき韋貴妃へ反撃に出ることを決意する。一方後宮では、楊淑妃が瑠璃宴の仕切りを任されたことにより、 三妃の力の均衡が崩れようとしていた。韋貴妃は殷徳妃を取り込み、後宮での権力をふたたび自分の手に取り戻そうと画策する。 そして御花園では、大朝会で最も重要な儀式である馬球の試合の隊長を決めるため、皇子たちによる剣の腕比べが始まろうとしていた。                           |                      |                    |          |
| 第13話 | 大朝会の幕開け       | 2020年12月22日放送 | 年 月 日 |
| 御花園では皇太子と呉王が感情を露に戦っていた。魏王から呉王は手心を加えるつもりだと聞かされた皇太子が憤慨し、呉王の母親を侮辱したためである。 呉王は皇太子を本気で斬りにかかるが、雉奴と武如意が体を張って止めに入ったことで我に返る。その様子を見ていた李世民は皇子たちを叱咤し勝負はついたと告げる。 後宮では楊淑妃の指揮の元、各国の琵琶や碁の名人に対抗する策が練られていた。そして、いよいよ大朝会の幕が上がるのだった。           |                      |                    |          |
| 第14話 | 武如意の才覚         | 2020年12月23日放送 | 年 月 日 |
| 琉璃宴で腕を競うため、武如意は天竺の秘宝とされる物について、欽天監の李淳風から策を授けてもらう。徐慧は東瀛一の棋士 物部天守と対局することになり、棋譜の解読に余念がなかった。 また高昌国の琵琶奏者との腕比べには、手練れの楽師が控えていた。だがこの楽師は、出番の直前に手を負傷してしまう。琵琶を演奏できる者は他にもいたが、手練れではなかった。 そこで武如意は作戦を変え、代役の楽師を宮女に扮装させて宴に行かせる。                |                      |                    |          |
| 第15話 | 扇を巡る疑惑         | 2020年12月24日放送 | 年 月 日 |
| 武如意の機転で、囲碁の勝負は無事に終わった。だが試合中に倒れた徐慧は、なかなか目を覚まさない。扇に毒が仕込まれていたことを知った武如意は、黒幕は韋貴妃に違いないと考える。 同じ頃、琵琶の弦をすり替えた犯人として劉蘭萱が捕らえられる。楊淑妃は劉蘭萱の供述を利用して、韋貴妃を潰そうとしていた。一方、殷徳妃は劉蘭萱の供述を切り札に、韋貴妃を揺さぶろうとする。 楊淑妃と韋貴妃、殷徳妃の権力争いは、次第に激化していた。             |                      |                    |          |
| 第16話 | 勇士と智者           | 2020年12月25日放送 | 年 月 日 |
| 斉州で権万紀が殷宏智により殺害される。斉王と共に長安へ攻め入るため斉州軍が集結することを長孫無忌に伝えさせないためであった。一方、長安では、唐と漠北による馬球の最終決戦が行われていた。 一進一退の激戦が続いたが、試合終了を告げる合図の後に、木図が放った球が穴に入る。最後の得点は無効だと主張する唐だったが、漠北も譲らない。 すると漠北から知恵比べで勝敗を決めてはどうかと提案があり、唐はそれを受けて立つのだった。             |                      |                    |          |
| 第17話 | 武如意の台頭         | 2020年12月26日放送 | 年 月 日 |
| 射術の腕比べで漠北を制した陛下は、馬術を駆使し自ら的となった武如意を褒めたたえ、"媚娘"という名を下賜する。 一躍寵妃の座に昇りつめた武媚娘は、大朝会が終わったあと、陛下と2人きりで、文徳皇后をしのぶために承慶殿を訪れる。だが2人を待ち受けていたのは、殷宏智が送り込んだ刺客たちだった。 殷宏智と李佑は刺客の成功を待って、長安に攻め入るつもりだった。一方、殷徳妃は息子が謀反に加担していると知り、愕然とする。                     |                      |                    |          |
| 第18話 | 謀反の行方           | 2020年12月29日放送 | 年 月 日 |
| 李世民が刺客に襲われるが、事なきを得る。実をいうと李世民はこの謀反を１年前から察知していた。加担した者を一網打尽にするため、気づかぬふりをしていたのだ。 謀反が失敗したと知った殷徳妃は、息子を守るため手料理で陛下を暗殺しようと試みるが、李世民に策略を見破られ、責任を取って自害するのだった。 一連の出来事の後、宮中は平穏を取り戻したかに見えたが、謀反の成功を信じた殷宏智は、軍を率いて刻一刻と都に迫っており…。                |                      |                    |          |
| 第19話 | 不吉な予兆           | 2020年12月30日放送 | 年 月 日 |
| 自害した殷徳妃への恩情を乞うべく李世民の元を訪れていた韋貴妃と楊淑妃だったが、そこへ長孫無忌も現れる。 長孫は2人に国事に口を出さぬよう忠言するも、李世民の意向で、謀反に加担したことを伏せたまま徳妃は手厚く葬られることとなる。 一方唐の都には白昼に太白星が出現し、民の間に悪い噂が流れ始めていた。噂を払拭するため、陛下は欽天監の李淳風にこの天象の解明を求めるも、導き出された解決策は驚くべきものだった。                        |                      |                    |          |
| 第20話 | 李淳風の死           | 2020年12月31日放送 | 年 月 日 |
| 「唐の世は3代で滅び、女帝武氏が取って代わる」という李淳風の予言は、韋貴妃にも漏れ伝わる。韋貴妃はこれ幸いと武媚娘の排除を魏王に持ちかけるが、 皇太子を失脚させる計画に用いるほうが有意義だと反対される。そこで韋貴妃は、李淳風を直接懐柔しようとするも失敗に終わる。 一方、巷では無数の蟻が文字を成すという奇妙な現象が起きる。その文字は李淳風の予言と同じ内容だった。この出来事はたちまち大臣らの耳にも届く。                        |                      |                    |          |
| 第21話 | 韋貴妃の執念         | 2021年1月1日放送   | 年 月 日 |
| 大臣たちは武媚娘を排除するよう奏上するが、李世民は聞き入れない。嫉妬に駆られた韋貴妃は、武媚娘を罠に掛けようと策謀を巡らせるが、いち早く気づいた楊淑妃が武媚娘を助ける。 楊淑妃は、妃という立場の危うさを説き、武媚娘に警戒を促すのだった。そんな中、李世民は武媚娘に獅子驄という良馬を与える。それを聞いた韋貴妃は獅子驄の餌に毒を盛らせる。 毒により気性が荒くなった獅子驄は、雉奴を乗せたまま暴走し…。                              |                      |                    |          |
| 第22話 | 失われた寵愛         | 2021年1月2日放送   | 年 月 日 |
| 甘露殿には重臣たちが集まっていた。"女帝武氏"は武媚娘であるとして、李世民に誅殺を求めていたのだ。そして長孫無忌の頑なな態度に、李世民はついに武媚娘と距離を置くことを決め、 御書房へは武媚娘と最も親交の深い徐慧を召すことになる。韋貴妃は李世民の武媚娘への寵愛が薄れている間に蕭薔が李世民の子を授かれるよう画策、行動に移すのだった。 一方、李世民と会う機会を完全に失った武媚娘は楊淑妃の元を訪れ…。                                |                      |                    |          |
| 第23話 | 打ち砕かれた思い     | 2021年1月5日放送   | 年 月 日 |
| 武媚娘は李世民に会いたい一心で楊淑妃に懇願し、承慶殿の明かりを灯す役目を与えてもらう。そして毎晩ひたすら李世民を待つが、何日経っても現れないため、文まで送り来訪を促す。 そんな武媚娘の望みを捨てさせようと、李世民は武媚娘を甘露殿に呼び徐慧の舞を見せ、誰が舞おうと同じだと言い放つ。傷ついた武媚娘は悲しみのあまり、長時間雨に打たれ続けて倒れてしまう。 一方、徐慧は武媚娘に対する李世民の愛が強いことを思い知る。                 |                      |                    |          |
| 第24話 | 皇太子の失態         | 2021年1月6日放送   | 年 月 日 |
| 李承乾は称心と共に、李泰が設けた酒宴に乗り込み醜態をさらす。一部始終を目撃した李世民は、ますます李承乾を遠ざけるようになり、驪山での狩りも一人長安に留まるよう命じる。 窮地に陥った李承乾は、ついに魏徴に助けを求める。狩りを翌日に控えた夜、李世民は李魈を呼び、武媚娘を秘密裏に長安から逃がすよう申しつける。 一方、魏徴や楊淑妃は何か大事が起こると予測し、それぞれが支持する皇子に武媚娘を守るよう指示する。                       |                      |                    |          |
| 第25話 | 皇太子 弾劾される    | 2021年1月7日放送   | 年 月 日 |
| 狩りの途中、李世民とはぐれた武媚娘の前に李魈が現れる。李魈は陛下の命令で迎えに来たと告げ突然、武媚娘に襲い掛かるが、武媚娘は間一髪のところで皇太子に助けられ一命を取り止める。 武媚娘を助けたことで、皇太子が李世民から恩恵を受けることを恐れた魏王は、翌日の朝議である大臣に皇太子を弾劾させるのだった。 朝議で面目を潰された皇太子は、怒りに任せて武媚娘を殺す旨の奏上書を記そうとするが、そこへ魏徴が現れ…。                        |                      |                    |          |
| 第26話 | 武媚娘の画策         | 2021年1月8日放送   | 年 月 日 |
| 魏徴は女帝武氏の予言を覆すために、武媚娘と手を組むよう李承乾に進言し、皇太子妃と武媚娘を接触させる。魏徴の意向を理解した武媚娘は、女帝武氏となり得る人物を仕立て上げるよう言づてを返す。 早速、魏徴は女帝武氏らしき人物を見つけ李世民にその旨を報告する。一方、ずっと具合の悪かった彭婆は、李世民宛ての遺言を武媚娘に託して亡くなる。 その遺言とは「永遠に呪う」というものだが、武媚娘はそのまま伝えることをためらう。                 |                      |                    |          |
| 第27話 | 友情の行く末         | 2021年1月9日放送   | 年 月 日 |
| 女帝武氏の身代わりを仕立て上げた武媚娘は、東宮と手を組み後宮での地位を盤石なものにする。李承乾は、朝廷内での地位を回復したものの、称心の身を案じて不安に苛まれていた。 そんなある日、李世民から称心の処分を迫られることに。一方、皇太子を排除する目論みが失敗に終わった李泰は、次の手を考えていた。李泰は武媚娘の親友の徐慧に近づき、疑心を植えつける。 武媚娘に対する嫉妬に駆られた徐慧は、とうとう禁断の一歩を踏み出した。           |                      |                    |          |
| 第28話 | 腹心との別れ         | 2021年1月12日放送  | 年 月 日 |
| 李承乾は称心を殺そうと弓矢を向けるも放てず、何事もなく東宮に戻ってくる。そんな李承乾を魏徴は叱責し、称心を殺すよう諭す。そしてその夜、李承乾は刀を手に称心のもとを訪れる。 翌朝、称心が死んだとの知らせを受けた皇太子妃は、祝宴を催すことに。一方、蕭薔は韋貴妃に一切の外出を禁じられ気が滅入っていた。ある日、こっそり庭に出るとそこには韋貴妃と春盈の姿が。 とっさに身を隠した蕭薔の耳に入ってきたのは韋貴妃の衝撃的な企みであった。 |                      |                    |          |
| 第29話 | 乾祥宮からの招待     | 2021年1月13日放送  | 年 月 日 |
| 韋貴妃の企みを知った蕭薔は徐慧を乾祥宮に招き、助けを求める。徐慧は韋家の勢力が強いため、陛下でも韋貴妃に対抗できないと諭しながらも、お産までに子が流れれば、韋貴妃の目論見は外れ、 再起を図れるかもしれないと助言、あとから堕胎に必要な薬を蕭薔に届ける。一方、皇太子妃は称心が邙山の隠れ家にかくまわれていることを何者かの文によって知らされる。 衝撃を受けた皇太子妃は武媚娘に会いに行くが、そこにいたのは徐慧であった。             |                      |                    |          |
| 第30話 | 徐慧 暗躍する        | 2021年1月14日放送  | 年 月 日 |
| 徐慧から称心が生きていると知らさせた武媚娘は、２人で協力してこの情報を李世民から隠すことに。だが魏王と内通している徐慧は、李世民が称心の生存を知るように仕向ける。 事実を知った李世民は、すぐさま邙山へ向かい称心を斬り殺した。当初は息子の裏切りに怒っていた李世民だが、称心の中にかつて自分が殺した李承訓の面影を見て罪悪感を覚える。 幽閉処分となった兄の無実を信じる李治に対して武媚娘はこれ以上関わらないよう釘を刺す。           |                      |                    |          |
| 第31話 | 皇太子の本心         | 2021年1月15日放送  | 年 月 日 |
| 禁足処分となった李承乾が、酒を飲み酩酊している姿を目にした魏徴はあきれ果てて吐血し、倒れてしまう。その夜、李承乾は称心の遺品である衣を山中に埋めることに。 李承乾を案じた皇太子妃が様子を見守っていると武媚娘が来たとの知らせが入る。皇太子妃と武媚娘が話し込んでいると李承乾が現れ、武媚娘に本心を明かすのだった。 翌朝、李世民のもとに昨夜、武媚娘が東宮を訪れていたことが伝えられる。徐慧は偶然その報告を耳にし…。                  |                      |                    |          |
| 第32話 | 最後の献策           | 2021年1月16日放送  | 年 月 日 |
| 蕭薔は侍女を懐柔し、李世民と会えるよう手はずを整えさせるが、それはすぐ韋貴妃に露見する。韋貴妃は後宮の妃嬪たちから妬まれた女子が、次々と残酷な方法で葬られた話をし、 韋貴妃の庇護下にいることを感謝すべきだと蕭薔をたしなめる。一方、皇太子が謀反を画策していると知った武媚娘は、病身を押し参内していた魏徴に、皇太子を諫めてほしいと頼む。 だが魏徴は謀反に反対せず、皇太子への伝言として、ある計略を武媚娘に話す。                   |                      |                    |          |
| 第33話 | すり替えられた紙片   | 2021年1月19日放送  | 年 月 日 |
| 凱旋した侯君集は李世民を出し抜き、皇太子･李承乾の元を訪れる。皇太子は、侯君集に謀反の企てを明かし、仲間に加わるよう誘う。一方、李世民は皇太子に肩入れする侯君集を警戒しており、 警告を兼ねて彼を牢獄に送る。同じ頃、文娘は徐慧が武媚娘を陥れようとしていると知り、必死で止めようとしていた。だが、怒った徐慧から手元の燭台で殴られ殺されてしまう。 文娘に好意を抱いていた瑞安は深く悲しむのだったが...。                               |                      |                    |          |
| 第34話 | 謀反決行             | 2021年1月20日放送  | 年 月 日 |
| 魏徴の意識が戻ったと知らせを受けた李世民は、魏徴の元へ向かう。見舞いに訪れた李世民に魏徴は最後の力を振り絞り、皇太子の廃立の行方を尋ねる。 魏徴が亡くなりいよいよ出棺の日を迎え、誰もが落ち着かぬ時を過ごしていた。皇城内を1周する棺には白絹がかけられており、武媚娘は胸をなでおろすのだった。 しかし、徐慧の計略により皇太子位を廃されると思った李承乾は謀反を決意、侯君集と共に李世民がいる承慶殿に攻め入る計画を練り...。           |                      |                    |          |
| 第35話 | 善良な弟と邪悪な弟   | 2021年1月21日放送  | 年 月 日 |
| 徐慧の密告により皇太子の謀反はあえなく失敗に終わる。武媚娘も共謀したと見なされ、掖庭の獄へ連行される。そこへ駆けつけた雉奴は武媚娘を助けると言うが、 武媚娘は皇太子が重罰に処されぬよう陛下に嘆願することを勧める。雉奴は早速御書房へ行き、嘆願が聞き入れられるまで、ひざまずいたまま動こうとしなかったが、結局倒れてしまう。 一方、武媚娘の出自を調べさせていた楊淑妃は、武媚娘に李牧という幼なじみがいることを知る。                 |                      |                    |          |
| 第36話 | 武如意と武媚娘       | 2021年1月22日放送  | 年 月 日 |
| 韋貴妃は掖庭の獄にいる武媚娘を自害に見せかけ、始末しようと企む。だが楊淑妃の尽力と李牧の武芸により、武媚娘は間一髪、命を取り留めた。楊淑妃は李牧に"李故"という新しい身分を与えて、 彼が宮中で自由に活動できるよう取り計らう。昔から武媚娘に恋心を抱いていた李牧は、宮中で虐げられる武媚娘の姿を見て、自分と西域に逃げるよう誘った。 だが宮中で生きる決意を固めていた武媚娘は、その誘いをにべもなく断る。                               |                      |                    |          |
| 第37話 | 称号剥奪             | 2021年1月23日放送  | 年 月 日 |
| 武媚娘は皇太子の謀反に関与していないとの判断が下されるが、事情を隠蔽した罰として才人の称号が剥奪され蔵書閣で古書の筆写をすることになる。 一方、長孫無忌は韋源承による不正の証拠をつかみ李世民へ報告、掖庭の獄丞の自白により韋貴妃が武媚娘を殺すことを画策したことが明らかになる。 長孫無忌と李世民の会話を盗み聞きしていた徐慧は蕭薔に"機は熟した"との文を送り、その文を読んだ蕭薔はある行動に出るのだった。                           |                      |                    |          |
| 第38話 | 韋貴妃の失脚         | 2021年1月26日放送  | 年 月 日 |
| 韋貴妃は武媚娘を殺害しようとした罪と蕭薔を流産させた罪により、掖庭の獄に入れられる。韋貴妃が拷問に耐えられず、すべてを白状しかねないと考えた李泰は、 韋貴妃を納得させたうえで自害に見せかけ殺す。その李泰は自分が次の皇太子に立てられると確信していたものの、詔書がなかなか発せられないため、いら立っていた。 一方、武媚娘は雉奴を皇太子の座に就かせるため、さまざまな名著や奏上文を読ませ、政について学ばせる。                       |                      |                    |          |
| 第39話 | 3人の男たち          | 2021年1月27日放送  | 年 月 日 |
| 大臣や呉王、魏王は、朝議の席で北伐の是非について話し合う。結論が出ない中、太極宮に姿を現したのはなんと李治だった。李治は武媚娘から教わった通り李世民に献策する。 李世民や大臣たちは、李治の意外な政治力に驚き、期待を抱くのだったが、危機感を感じた呉王や魏王は太極宮から早々に退出する。 一方の武媚娘は、皇太子を陥れた黒幕が徐慧であることに気づき始めていた。そんな中、李世民は武媚娘に罠を仕掛ける。                               |                      |                    |          |
| 第40話 | 武媚娘の決心         | 2021年1月28日放送  | 年 月 日 |
| 李世民の怒りを買い甘露殿を追い出された武媚娘は、清寧宮に戻り李牧に関する報告を燃やしていたが、李牧の両親が流刑地に向かう途中で焼死したと記されていることに気づく。 李牧による李世民への報復を恐れた武媚娘は、李牧と共に皇宮を出る決心をするのだった。一方、徐慧は、蕭薔の錯乱は芝居だと見抜き、2人で武媚娘に対抗することを持ちかける。 蕭薔も徐慧に武媚娘への恨みを口にするが、心の内では徐慧への恨みも募らせていた。                  |                      |                    |          |
| 第41話 | 怨恨の炎             | 2021年1月29日放送  | 年 月 日 |
| 懐妊できない体となり将来に絶望した蕭薔は、武媚娘と徐慧を道連れにして自害しようと企む。蕭薔が病で寝込んでいるとだまされた武媚娘と徐慧は、蕭薔が放った火により火事に巻き込まれる。 危うく命を落としかけた武媚娘だったが徐慧の助けにより九死に一生を得る。この火事について報告を受けた李世民は、その勇気を称えて徐慧を賢妃に封じる。 徐慧との友情を再認識した武媚娘は、謀反の件で疑っていたことを恥じ徐慧に謝るが...。                    |                      |                    |          |
| 第42話 | 楊淑妃の真実         | 2021年1月30日放送  | 年 月 日 |
| 李泰は李世民に、自分が即位すれば息子を殺して李治を皇太子に据えると誓うが、この言葉があだとなり、皇太子には選ばれなかった。この機に乗じた楊淑妃は、 李泰や李治、さらには李世民も排除しようと目論む。楊淑妃の望みは、亡き夫 元吉の敵を討ち、息子の李恪が帝位に就くことだった。 母の積年の思いと、過去の真実を知った李恪は、楊淑妃の計画どおり謀反を起こすことに同意する。だが準備を進める李恪の前に突然 武媚娘が現れて...。              |                      |                    |          |
| 第43話 | 李恪の選択           | 2021年2月2日放送   | 年 月 日 |
| 李恪の元へやってきた武媚娘は、李恪の心に迷いがあることを見抜き、かつて魏徴に言われた言葉を伝える。それを聞いた李恪は帝位を得ることを諦めることに。 一方、李恪により捕らえられた李泰は、いずれ唐は武氏により滅ぼされると言い放ち不気味に笑うのだった。宿願が果たせなかったと知った楊淑妃は毒酒を飲み自害してしまう。 その頃、李世民の元には、内侍監へ向かう途中 魏王が騒動に巻き込まれて深手を負ったとの知らせが入り...。               |                      |                    |          |
| 第44話 | 兄弟の別れ           | 2021年2月3日放送   | 年 月 日 |
| 李泰が騒動を起こしたため、雉奴が皇太子の座に就くことになる。李世民は雉奴にふさわしい結婚相手を選んで婚儀を成立させ、新たな皇太子と皇太子妃を誕生させる。 雉奴は冊封の儀式が終わると、それぞれの配流地へ移動中だった李承乾と李泰の一行を追いかけ、兄たちとの別れを惜しむ。一方、掖庭の獄に入れられていた武媚娘は、 雉奴の冊封に伴って下された恩赦により釈放される。だが李牧は重罪人であるため恩赦の対象ではなかった。                   |                      |                    |          |
| 第45話 | 愛する人を追って     | 2021年2月4日放送   | 年 月 日 |
| 武媚娘と李牧は李世民の取り計らいで皇宮の外に脱出する。李世民は、若い武媚娘の幸せを願って彼女を李牧に託したのだった。李牧に望む人生を選択するよう言われた武媚娘は、 迷わず北伐に出陣した李世民を追いかける。一方、後宮では権力を掌握した徐慧が辣腕を振るっていた。徐慧は厳しい罰を与えて宮女を統制すると共に、弱みを握ることで目障りな側室たちを排除する。 同じ頃、北伐中の李世民は唐軍を率いて安岩城で激戦を続けていた。               |                      |                    |          |
| 第46話 | 武媚娘の申し出       | 2021年2月5日放送   | 年 月 日 |
| 敵軍の攻撃を受け劣勢に立たされた李世民の元に武媚娘と李牧が現れる。李牧は李世民と武媚娘を守るために１人で敵軍に立ち向かい命を落とす。 そんな中、李世民の傷が癒えてきたある日のこと、武媚娘は軍営にいる負傷した兵たちの惨状を目の当たりにする。このまま戦を続けても死傷者は増える一方だと考えた武媚娘は、 李恪と王徳の協力を得て、李世民を負傷した兵たちの元へ連れていき、李世民に北伐から撤退するよう進言するのだった。                 |                      |                    |          |
| 第47話 | 再び皇宮へ           | 2021年2月6日放送   | 年 月 日 |
| 長孫無忌は監国を務める雉奴の手腕を褒めたうえで、君主には厳しさも必要だと諭す。気弱な雉奴が将来誰かに惑わされないかと心配していたのだった。 一方、長安に帰還した李世民は、毒が抜けきっていない体に長旅の疲労がたたり意識不明となる。だがすぐに目を覚まし、宮中の管理が行き届いていることに触れ、徐慧の労をねぎらう。 武媚娘がいなくなり、今後は李世民を独占できると考えていた徐慧は、その夜甘露殿で武媚娘と再会し愕然とする。           |                      |                    |          |
| 第48話 | 出所の分からない密書 | 2021年2月9日放送   | 年 月 日 |
| 武媚娘は、ひとまず徐慧を信じることにするが、徐慧は武媚娘を排除すべく、更なる策謀を巡らす。李世民の娘である高陽公主は、高名な僧侶、弁機と逢瀬を重ねていたが、 それを知った李世民より房遺愛との結婚を命じられてしまう。高陽公主を、武媚娘は巧みになだめるのだった。同じ頃、複数の朝臣の元に密書が届く。 密書には、武媚娘が密かに行軍し、軍略にも干渉したと記されていた。危機感を抱いた朝臣たちは武媚娘排除に動き始める。                 |                      |                    |          |
| 第49話 | 大臣たちの嘆願       | 2021年2月10日放送  | 年 月 日 |
| 長孫無忌は李淳風の墓参りに来ていた袁天罡を説得し、李世民に武媚娘が女帝武氏か否かを占卜で決着つけるよう進言する。朝臣たちも長孫無忌に呼応し、甘露殿の外でひざまずいて 占卜を嘆願するのだった。甘露殿での一部始終を目にしていた雉奴は、武媚娘の元へ行き、その身に危険が迫っていることを伝える。 朝廷内での協力者が必要だと考えた武媚娘は、李義府の存在に目をつけ、自分の味方につくよう説得を試みるのだったが...。                        |                      |                    |          |
| 第50話 | 涙の決別             | 2021年2月11日放送  | 年 月 日 |
| 袁天罡の占卜を嘆願する長孫無忌ら大臣を納得させるため、李世民は武媚娘を高陽公主の侍女とし、高陽公主を房府へ嫁がせる際、宮外へ出すと約束する。武媚娘は、 自分が北方の戦地に行ったという秘密を長孫無忌らに暴露したのは徐慧だと確信し、廃太子が謀反を起こすよう仕向けたことや文娘を殺害したことなどを徐慧に問いただす。 すると徐慧は開き直ってすべてを認め、武媚娘が宮中にいる限り、自分は幸せになれないと断言するのだった。               |                      |                    |          |
| 第51話 | 募る想い             | 2021年2月12日放送  | 年 月 日 |
| 房遺愛に嫁ぐも高陽公主は弁機と逢瀬を重ね、武媚娘にとがめられても聞き入れない。一方、唐の将来を案じる長孫無忌は、武媚娘を密かに始末するよう房玄齢に頼む。 だが武媚娘を信頼し始めていた房玄齢は拒否、立腹した長孫無忌は蕭瑀を使い、房玄齢を弾劾する。同じ頃、武媚娘は李義府と長孫無忌を倒す策を練っていた。 李義府は長孫無忌が関与する不正の証拠を見つけるが、奏上しようとした矢先、長孫無忌に先手を打たれてしまう。                     |                      |                    |          |
| 第52話 | 駆け落ちの結末       | 2021年2月13日放送  | 年 月 日 |
| 李世民の病状を心配した武媚娘は誓いを破り李世民と再会する。翌日、高陽公主と弁機は駆け落ちを試みるも、二人は捕らえられてしまう。 高陽公主は李世民に弁機の命乞いを必死にするも聞き入れられず、弁機は処刑されることに。そんな李世民に高陽公主は父娘の縁を断ち自分も死ぬと言い放つ。 |                      |                    |          |
| 第53話 | 太宗崩御             | 2021年2月16日放送  | 年 月 日 |
| 死を目前にした李世民は、長孫無忌から再び武媚娘の誅殺を訴えられるが聞き入れず、武媚娘を政務に関与させないと約束することで、長孫無忌を納得させる。 武媚娘は李世民の最期に立ち会うため駆けつけるが、甘露殿に入る手前で李世民の臨終を知らされ、悲しみに暮れる。 一方、監禁処分となっていた徐慧は李世民の崩御を知り、武媚娘を呼び出して許しを請う。だが武媚娘は"一度壊れた友情は元に戻らない"と言って冷たく突き放す。                       |                      |                    |          |
| 第54話 | 胸に秘めた思い       | 2021年2月17日放送  | 年 月 日 |
| 楊青玄は安州に左遷された呉王のもとを訪れ、長孫無忌や李治への警戒を怠らないよう言い含める。ところが 折しも長孫無忌が安州に遣わした間者が何者かに惨殺されるという事件が起こり、 李恪は不安を抱く。同じ頃、武媚娘を忘れられずにいた李治は感業寺のそばにある西郊禁苑で剣の稽古に励んでいた。 李治と武媚娘の間を取り持とうと考える高陽公主は感業寺を訪ねるものの、武媚娘から妊娠と逃亡の計画を聞かされ衝撃を受ける。                        |                      |                    |          |
| 第55話 | 腹心の奏上           | 2021年2月18日放送  | 年 月 日 |
| 李治は現状を打破するため、安州にいる李恪を呼び戻すことを決心する。そして腹心である許敬宗に奏上させるが、許敬宗は王仁祐に弾劾され左遷させられてしまう。 李恪を呼び戻す道が遠のき李治はいら立つのだった。一方、皇后は李素節に不遜な態度をとられ、その怒りの矛先を李素節の母親である蕭淑妃に向けていた。 皇后は蕭淑妃から李治の寵愛を奪おうと画策し感業寺の武媚娘の元を訪れる。だが武媚娘はすでに感業寺を後にしていた。                   |                      |                    |          |
| 第56話 | 新たな火種           | 2021年2月19日放送  | 年 月 日 |
| 林の中で武媚娘に追いついた李治は刺客に襲われるが、折よく現れた李恪たちに助けられる。李恪は格闘の混乱に乗じて、侍従となっていた長孫無忌の間者を殺したため、 長孫無忌からは異心があると見なされる。李治は手柄を立てた李恪を重臣に抜擢しようとするが、長孫無忌に反対され、やむなく別の任務を与えて長安に留まらせる。 一方、武媚娘は先帝の子を懐妊したとして皇宮に迎え入れられたが、子を出産したら皇宮を離れるつもりでいた。               |                      |                    |          |
| 第57話 | 帝王の術             | 2021年2月20日放送  | 年 月 日 |
| 李治は武媚娘と共に、長孫無忌を懐柔する方法を話し合う。2人の考えは、寒門を取り込むことで一致していた。李治は寒門の子弟として李義府と許敬宗に目をつけ、 立身出世と引き換えに重臣たちを弾劾するよう命じる。許敬宗の命令を受けた魯世寧は、重臣である長孫無忌を弾劾するが、李治はわざと長孫無忌をかばい、恩を売るのだった。 一方の李恪は、自分と同じく長孫無忌に疎まれている房遺愛と薛万徹、柴令武と共に酒を酌み交わす。                    |                      |                    |          |
| 第58話 | 皇后からの贈り物     | 2021年2月23日放送  | 年 月 日 |
| 武媚娘の策が功を奏し、李恪は長安に留まり要職に就く。だが長孫無忌から李恪に不穏な動きがあると聞かされた李治は、李恪の様子を探るため、要職の人選を任せ監視をつける。 そんなある日、王皇后は武媚娘が宮中に戻ったことを祝う宴を催し、武媚娘に菊の花の刺繍を贈る。一方、素節が武媚娘から理不尽な仕打ちを受けたと信じて疑わない蕭淑妃は、 李治に武媚娘を罰するよう懇願、武媚娘は内侍監へ呼び出されるのだったが...。                          |                      |                    |          |
| 第59話 | 渦巻く妬み心         | 2021年2月24日放送  | 年 月 日 |
| 武媚娘の罰が軽すぎると感じた蕭淑妃は、不満を募らせ、武媚娘をひいきしていると李治に訴える。だが武媚娘の罪が濡れ衣だと思い込んでいる李治は、淑妃の訴えを退ける。 ひと月が経ち、承慶殿から出てきた武媚娘は、竹林雅軒に戻った途端、貧血で倒れてしまう。その知らせを聞いて駆けつけた高陽公主と李恪は、 診察に当たった侍医により、武媚娘には流産の兆候が見られ、何者かに堕胎薬を盛られている可能性があると告げられる。                       |                      |                    |          |
| 第60話 | 李治の告白           | 2021年2月25日放送  | 年 月 日 |
| 武媚娘が流産した。李治は流産が人為なのか天意なのか思い悩む。一方、子を失った武媚娘は、誕生日の宴席で、最後に飲んだお茶が原因だと結論づけた。 そして我が子を殺した者に復讐するため、皇宮に留まることを決意するのだった。長孫無忌は他の大臣を抱き込み、武媚娘を宮中から追い出そうとする。 執拗に迫られた李治は、武媚娘を感業寺に送り返すことを、長孫無忌に約束してしまう。だが高陽公主が意外な方策を提案して...。                        |                      |                    |          |
| 第61話 | 李世民の遺詔         | 2021年2月26日放送  | 年 月 日 |
| 武媚娘は高陽公主の何気ないひと言から流産の原因を突きとめ、下手人を割り出す。高陽公主は復讐のために後宮に入るよう武媚娘に勧めるが、李世民との愛を理由に断られてしまう。 だがそんな武媚娘に高陽公主は李世民の遺詔を見せ、現実をつきつける。そして皇宮に留まるためにも甘露殿へ行き、李治から封号を与えてもらうよう再び諭す。 しかし遺詔を読んだ武媚娘は激しく動揺し、そのまま部屋を飛び出してしまうのだったが...。                        |                      |                    |          |
| 第62話 | 武媚娘の作戦         | 2021年2月27日放送  | 年 月 日 |
| 武媚娘を昭儀に封じるという勅命を撤回させるため、裴行倹は関隴集団を代表し、朝議で笏に頭を打ちつけ諫言をする。だが李恪が裴行倹に反論したため、昭儀の冊封に反対する者は何も言えなくなる。 武媚娘の台頭に危機感を募らせた皇后は、長孫無忌の助言により、皇子の一人を養子にもらうことにする。その子を皇太子に立てれば、皇后の地位を盤石なものにできるからであった。 一方、武媚娘は皇后を倒すための作戦を着々と進めていく。                   |                      |                    |          |
| 第63話 | 増していく不信感     | 2021年3月2日放送   | 年 月 日 |
| 王玉燕の命令を受けた秀珠は、李忠を引き渡すよう劉氏に迫る。だが李忠を生きがいとする劉氏は皇后の要求を拒絶、激怒した王玉燕は、劉氏を密かに葬り去ろうと考える。 その動きを察知した武媚娘は、劉氏と李忠を利用して王玉燕を倒そうと企む。一方、宮中では李恪と武媚娘が内通しているとの噂が流れる。その噂に動揺した李治は李恪への不信感を募らせ、 心の内を明かそうとしない武媚娘に対しても不安を抱くようになっていくのだが...。                |                      |                    |          |
| 第64話 | 李忠の裏切り         | 2021年3月3日放送   | 年 月 日 |
| 李忠と共に立政殿を訪れた劉氏は、皇后を陥れるため、自ら茶に毒を盛り自害を図る。そんな中、高宗が武媚娘と共に立政殿を訪れ、劉氏が皇后に命乞いをしている現場を目撃、 皇后が劉氏を殺した下手人だと断定する。だが李忠が皇后に助け船を出したことにより、武媚娘と劉氏の策は失敗に終わってしまう。その夜、武媚娘が1人で承慶殿を訪れると、 そこには剣舞を踊う呉王の姿があった。武媚娘はそんな呉王に、かつての李世民の姿を重ねる。                |                      |                    |          |
| 第65話 | 哀れな皇帝           | 2021年3月4日放送   | 年 月 日 |
| 武媚娘と呉王が承慶殿で一緒にいるところを目撃した李治は、怒りに任せて蕭淑妃と一夜を過ごす。長孫無忌は王皇后が李忠を養子にしたことを受け、立太子を奏上し、李忠の冊封が決まる。 武媚娘は王皇后を失脚させる計画に失敗したうえ、不貞の噂を流され劣勢に立たされたが、程なく懐妊していることが判明する。武媚娘が皇子を産めば脅威になると考えた蕭淑妃は、 道士を招いて祈祷を行ってはどうかと王皇后に相談を持ちかけるのだった。                 |                      |                    |          |
| 第66話 | 深まる絆             | 2021年3月5日放送   | 年 月 日 |
| 長孫無忌の意向を受けて、大臣たちは武媚娘の追放を願い出る。だが李治は断固とした態度で武媚娘を守る。そんな武媚娘はほどなく皇子を産み、李治は期待を込めて息子を李弘と名付ける。 だが喜びもつかの間、李治は発作で倒れてしまう。一方、新たな皇子の誕生に衝撃を受けた王皇后と蕭淑妃は、武媚娘に対抗するため手を組むことに決める。 同じ頃、都で武具を運んでいた御者が捕まった。御者の供述により、呉王は窮地に立たされて...。                  |                      |                    |          |
| 第67話 | 思いもよらぬ刺客     | 2021年3月6日放送   | 年 月 日 |
| 呉王府で刺客に襲われた李治は、李恪に命を救われるが、やはり李恪を心の底から信頼することができず落ち込んでしまう。そして翌日、李治は朝議で李恪の左遷を言い渡す。 しかしそれは李恪が自ら李治に申し出たことであった。李治は、いまだ朝廷を牛耳る長孫無忌と関隴集団を排除すべく、長安から離れた地で李恪に勢力を拡大させようと、その申し出を快諾したのだ。 そんな李恪は宋州へ赴く前夜、密かにある者と会うのだった。                           |                      |                    |          |
| 第68話 | 女児誕生             | 2021年3月9日放送   | 年 月 日 |
| 王皇后は李治の持病を治そうと、明崇儼という道士に鍼治療をさせる。すると李治の頭痛が改善したため、王皇后は明崇儼を絶賛する。だが明崇儼は自分の得意技は鍼治療ではなく、 呪術であると明かす。一方、武媚娘は王皇后と長孫無忌への逆襲を開始する。まず「内訓」と題した御妻の心得を執筆して周囲に配布し、王皇后と蕭淑妃の怒りを煽る。 また李義府は｢氏族志｣の改編を奏上し、関隴集団の怒りを買ったうえで、廃后をも奏上する。                     |                      |                    |          |
| 第69話 | 道士の正体           | 2021年3月10日放送  | 年 月 日 |
| 武媚娘は立后の件で老臣と争わないよう李治を諭す。後宮の欲深い妃嬪たちと異なり、地位や立場を求めない武媚娘に、李治は感動するのだった。その後、武媚娘が急病で倒れる。 病因は何者かの呪詛だという奏上を受けた李治は、邪気が流れる一帯を捜査させ、その結果、蕭淑妃の部屋で呪いの人形が見つかる。蕭淑妃が掖庭へ送られた後、安定公主が何者かに殺害される。 誰もが下手人は王玉燕だと考える中、武媚娘は衝撃的な事実に気づく。                   |                      |                    |          |
| 第70話 | 高陽公主への疑念     | 2021年3月11日放送  | 年 月 日 |
| 高陽公主に疑念を持った武媚娘は、李義府に高陽公主と往来のある者を調べさせる。李義府は、普段往来のあった李恪と高陽公主が、李恪が宋州に配されてから 音信を断っていたことを突き止め、武媚娘に報告する。その報告を受けた武媚娘は、李忠から皇太子の座を奪わないことを条件に、長孫無忌から李恪の動きを聞き出す。 条件をのんだ長孫無忌は、武媚娘に李恭が殺されたことを例に挙げ、李恪には二心があると告げるのだった。                           |                      |                    |          |
| 第71話 | 交錯する嘘と真実     | 2021年3月12日放送  | 年 月 日 |
| 李治は李恪と酒を酌み交わし、先帝の忌日に長孫無忌率いる関隴集団を一網打尽にする策を話し合う。李恪に二心があると疑う武媚娘は、李治が李恪と2人きりでいることを心配し、 甘露殿へやってくる。そんな武媚娘の心境を察した李恪は、身の潔白を主張、挙兵を企んでいるのは李治であり、自分は協力しているにすぎないと話す。一方、李忠はこっそりと掖庭を訪れ 王皇后に武媚娘への復讐を誓う。だがやがて王皇后と蕭淑妃に毒酒が下賜され...。             |                      |                    |          |
| 第72話 | 裏切り者の末路       | 2021年3月13日放送  | 年 月 日 |
| 武媚娘は呉王と高陽公主が内通していることに気づく。武媚娘は李治を守るため、長孫無忌から李勣を説得する方法を教わると同時に、李義府を使って高陽公主側に偽の情報を流す。 李世民を供養する祭礼の当日、ついに戦いの火ぶたが切って落とされた。当初は反乱軍が優勢かに思われたが、妻子の命を盾に脅された李勣が態度を決して出兵したことで、戦いは李治側の勝利に終わる。 １年後、罪を許された高陽公主は、ある場所へと急いでいた。                 |                      |                    |          |
| 第73話 | 皇后 武媚娘          | 2021年3月17日放送  | 年 月 日 |
| ついに武媚娘は皇后の座まで上り詰め、宮中での勢力を着々と広げつつあった。そんなある日、李治に再び中風の発作が起こる。李治の中風は治るどころか悪化の一途をたどっていたのだ。 発作により意識を失ってしまった李治に代わり武媚娘が朝議に出席することに。そして大臣たちの思惑が渦巻く中、武媚娘は李治の願いどおり、寒門の者を葱山道への行軍における将軍の座に就け、 さらには関隴集団から宮中での兵権を奪うのであった。                       |                      |                    |          |
| 第74話 | 広まる誤解           | 2021年3月17日放送  | 年 月 日 |
| 皇后になった武媚娘にいつか殺されるとおびえる皇太子の李忠は、武媚娘が李治の病の治療を阻止し、李治の代わりに奏上文を決裁しているという情報を得る。 そこで李忠は武媚娘が専恣横暴だという噂を流し、側近の上官儀たちに廃后を奏上させる。だが武媚娘の苦労を知っている李治は即座に奏上を却下し、廃后を奏上した大臣らを事実上の格下げとする。 これを受けて李忠は、自分が皇帝の座に就き武媚娘を排除しようと企むのだった。                       |                      |                    |          |
| 第75話 | 新たな皇太子         | 2021年3月18日放送  | 年 月 日 |
| 武媚娘は、皇太子の位を辞すよう李忠に迫る。皇帝暗殺に失敗した李忠は、その命令に従うしかない。同じ頃、太極殿では李義府が独断で、皇太子の謀反を李治に報告していた。 それを知った武媚娘は、勝手な真似をしないよう釘を刺す。李忠が梁王として梁州に下ると、次の皇太子選びが始まる。李治は才知あふれる李賢を推すが、武媚娘は温厚な李弘を支持する。 武媚娘に説得された李治は、最終的に李弘を皇太子に立てるのだった。                           |                      |                    |          |
| 第76話 | 敵が知己に           | 2021年3月19日放送  | 年 月 日 |
| 長孫無忌は泰山での封禅を武媚娘が執り行うことを奏上する。李治と武媚娘は、門閥の勢力を削った武媚娘を長孫無忌が推挙したことに疑念を抱く。 だが大臣らの不信感を招くことを恐れた武媚娘は、危険と知りながら提案を受け入れ泰山へ向かう。案の定、媚娘の前に刺客が現れるが、なんと刺客が矢を放とうとした瞬間 弦が切れ、事なきを得る。 そんなある夜、許敬宗の元に密書が届き、武媚娘刺殺に関する計略が明らかとなるのだった。                      |                      |                    |          |
| 第77話 | 賢臣の幕引き         | 2021年3月20日放送  | 年 月 日 |
| 泰山で武媚娘の暗殺を企てたとして流刑が決まった長孫無忌は、李治宛ての文で過ちを懺悔し、"関隴でも寒門でも勢力は均衡を保ってこそ国は安泰する"と説く。 武媚娘は李忠が暗殺に関与していたことを知り、約束どおり毒酒を下賜する。一方、武媚娘の母親が死んだため、洛陽にいた姪の賀蘭敏月は、皇宮で暮らすことになる。 政務で多忙な叔母の武媚娘に代わり李治の世話をする賀蘭敏月は、おてんばだが陽気な性格で李治に気に入られる。                   |                      |                    |          |
| 第78話 | 魔性の女             | 2021年3月23日放送  | 年 月 日 |
| 李弘は蕭淑妃の娘、宣城と義陽が生きていると知り、２人を助けに掖庭へ向かう。折から武媚娘の専横に不満を深めていた李弘は、朝議の席で後宮の管理を怠ったとして武媚娘を弾劾、 皇太子が母親を公然と非難したため、朝臣の間には動揺が広がる。同じ頃、明崇儼は李治の中風を治療していた。治療は成功し、李治はついに頭痛から解放される。 李治と武媚娘は皇子や公主たちを集めて酒宴を開くが、その席で思わぬ事態が起こる。                             |                      |                    |          |
| 第79話 | 深まる心の溝         | 2021年3月24日放送  | 年 月 日 |
| 郭瑜は朝議で武媚娘を弾劾する。郭瑜は李弘が武媚娘により殺されたと考えていたのだ。そんな郭瑜を武媚娘は、李弘が朝議で武媚娘を弾劾したのは太師である郭瑜が教唆したからだと責め、 問答無用で斬首に処すが、武媚娘のその行為が李治との心の溝を深めてしまう。そんな折、李治の元にある紙片が極秘に届けられる。一方、明崇儼は街で不審な男に後をつけられていた。 身の危険を感じた明崇儼は通りかかった馬車に乗り込むのだが...。                    |                      |                    |          |
| 第80話 | 繰り返される惨劇     | 2021年3月25日放送  | 年 月 日 |
| 魏国夫人に封じられた賀蘭敏月は、母親を死に追いやった武媚娘を陥れるため、次々と罠を仕掛ける。武媚娘も賀蘭敏月が長安に戻り、陛下を誘惑したのは計画的だったと察し、警戒心を抱き始める。 一方、監国を任されることになった皇太子の李賢は、武媚娘に呼ばれて激励されるが、武媚娘と明崇儼しか知らない人物の名を口にしてしまう。 そんな折、侍従の趙道生の裏切りにより、東宮の馬房に隠されていた大量の武具が発見され...。                        |                      |                    |          |
| 第81話 | すれ違う心           | 2021年3月26日放送  | 年 月 日 |
| 賀蘭敏月は武媚娘に献上された蒙頂茶に毒を盛る。それを知った武媚娘は、ついに賀蘭敏月を殺害した。だが真相を知らない李治は、ますます武媚娘を疎むようになった。 目をかけていた姪の死に憤る李治は、武媚娘が重用してきた李義府に怒りの矛先を向ける。流罪となった李義府をかばう者は誰もいなかった。 皇太子となった李顕は凡庸で、正室である韋氏の言いなりだった。門閥出身の韋氏は父の韋玄貞と共に、武媚娘を排除する企みを巡らす。               |                      |                    |          |
| 第82話 | そして皇帝へ         | 2021年3月27日放送  | 年 月 日 |
| 意識を取り戻した李治は武媚娘を召し2人で散歩に出ることに。李治は国事に興味のなかった自分がなぜ皇帝に就いたのかを武媚娘に語り、自分は出会った頃と変わらず永遠に雉奴であると告げる。 そして武媚娘と花火を見ながら静かに息を引き取るのだった。一方、李顕は李治が最期に召したのは皇太子である自分ではなく、武媚娘であることを知る。 落胆した李顕は義父である韋玄貞の後押しを受け、偽の遺詔を手に武媚娘の元へ向かうのだが...。               |                      |                    |          |

## DVD
- 日本版 『武則天 -The_Empress-』DVD-BOX計7組

販売元：NBCユニバーサル・エンターテイメントジャパン
画面サイズ：1.78：1